# Горазд Пражки
Горазд Пражки е йерарх на обновената след Първата световна война Моравско-силезийска православна архиепископия, поставена под юрисдикцията на Сръбската православна църква.

## Биография
Роден е със светското име Матей Павлик (на чешки: Matěj Pavlík). Епископ Горазд в края на май и през юни месец 1942 г. се намира служебно в Берлин. Преди да поеме поста, епископът е бил католически свещеник. Той се е опитвал да проповядва ортодоксалното християнство по тези земи.
Намирайки се в Берлин, в средата на юни, до него стига информацията, че в катедралния храм на архиепископията му Св. св. Кирил и Методий, Прага се укриват издирваните особено опасни диверсанти и британски шпиони в целия Райх, осъществили атентата срещу Хайдрих.
В следващия това изключително събитие съдебен процес за диверсия, епископът е оправдан, защото дори не подозирал за съществуването на конспирацията. Поради този позор, както и пълния провал на мисията си, останал без свещеници, паство и доверие, епископ Горазд поема върху себе си цялата вина за случилото се.
На 4 септември 1942 г. епископ Горазд е разстрелян. Сръбската православна църква почита паметта му всяка година на 22 август стар стил, съответно 4 септември нов стил.